# ريبيكاه برونسون
ريبيكاه برونسون (بالإنجليزية: Rebekkah Brunson)‏ مواليد 11 ديسمبر 1981 في واشنطن العاصمة، هي لاعبة كرة سلة أمريكية. بدأت مسيرتها الاحترافية في سنة 2004. تم اختيارها من قبل فريق ساكرامنتو موناركس خلال الدرافت. تلعب مع فريق مينيسوتا لينكس في دوري الاتحاد الوطني لكرة السلة النسائية. وتحمل الرقم 32. يبلغ طولها 6 قدم 2 بوصة (1.9 م). حققت المركز الثاني في دورة الألعاب الأمريكية 2003. فازت بلقب دوري المحترفات. شاركت 3 مرات في مباراة كل النجوم.

## المسيرة الاحترافية
لعبت مع ساكرامنتو موناركس من سنة 2004 إلى 2009، ثم لعبت مع مينيسوتا لينكس في سنة 2010، ثم لعبت مع روس كاسارس فالنسيا في موسم 2010–2011، ثم لعبت مع نادي براها لكرة السلة في موسم 2012–2013.

## الميداليات
| الميدالية | المسابقة                    |
| --------- | --------------------------- |
| فضية      | دورة الألعاب الأمريكية 2003 |

## روابط خارجية
- ريبيكاه برونسون على موقع الاتحاد الدولي لكرة السلة (الإنجليزية)
- ريبيكاه برونسون على موقع الاتحاد الوطني لكرة السلة النسائية (الإنجليزية)
- ريبيكاه برونسون على موقع كرة السلة الأوروبية.كوم (الإنجليزية)
- ريبيكاه برونسون على موقع كلية كرة السلة في سبورتس رفرنس.كوم (الإنجليزية)
- ريبيكاه برونسون على موقع بروبوليرز (الإنجليزية)
- ريبيكاه برونسون على موقع سبورتس رفرنس (الإنجليزية)
- ريبيكاه برونسون على موقع سبورتس رفرنس (الإنجليزية)